# Trillium
Trillium es un género de cerca de 40-50 especies de hierbas perennes, nativa de regiones templadas de Norteamérica y Asia. Podrían estar en la familia Trilliaceae, una parte de las Liliales u orden de los lirios. El AGP II trata a Trilliaceae como sinónimo de la familia Melanthiaceae. 
Hay rizomas bajo el suelo que forman escapos con forma de escamas. No hay verdaderas hojas fuera del suelo sino brácteas que son capaces de fotosíntesis y se las suele llamar hojas. 

## Sinonimia
- Delostylis Raf., Amer. Mounthly Mag. & Crit. Rev. 4: 192 (1819).
- Phyllantherum Raf., J. Phys. Chim. Hist. Nat. Arts 91: 72 (1820).
- Huxhamia Garden, Linn. Corresp. 1: 366 (1821).
- Trillidium Kunth, Enum. Pl. 5: 120 (1850).
- Esdra Salisb., Gen. Pl.: 60 (1866).
- Pseudotrillium S.B.Farmer, Syst. Bot. 27: 687 (2002).[3]